# マリオ&ルイージRPG3!!!
『マリオ&ルイージRPG3!!!』（マリオ アンド ルイージ アールピージー スリー Mario & Luigi RPG 3!!! / 英語版名称: Mario & Luigi: Bowser's Inside Story）は、任天堂より2009年2月11日に発売されたニンテンドーDS用ゲームソフト。マリオ&ルイージRPGシリーズの3作目にあたる。正式には全角である「＆」と称すが、本項では半角である「&」と記述する。
2018年12月27日にニンテンドー3DS版『マリオ＆ルイージRPG3 DX』が発売された。

## 概要
これまでのシリーズはマリオとその弟ルイージが息を合わせて独特のアクションやシナリオ展開を繰り広げていたが、今作ではそれに加え、マリオのライバルであるクッパもメインキャラクターに据えられている。このため欧米版のサブタイトルは「Bowser's Inside Story」となっており、タイトルにBowser（クッパ）の名前が入ったゲーム作品は本作が初となる。
Aボタンでマリオ、Bボタンでルイージを操作し、さらに今作ではXとYでクッパを操作することができる。ひょんなことからクッパの体内に閉じ込められたマリオ達と、そうとは知らないクッパが間接的に協力し合いながら道を切り開いて行く。
ストーリー中の言い回しなどは、メタボリックシンドロームが名前のモデルである「メタコロ病」をはじめ、発売当時における社会の話題を風刺したものが多い。
『マリオ&ルイージRPG』シリーズでは国内売上最多の作品で、発売同年7月頃まで週数千本のペースで売上を伸ばすロングセールスとなった。
BGMは前作に引き続き下村陽子が担当。

## あらすじ

### プロローグ
ある日、突然体が丸く膨れコロコロと転がり続ける奇病「メタコロ病」がキノコ王国のキノピオ達に流行。この事態を救うべく、ピーチはスターの妖精やマリオとルイージも招集しての会議を開く。その会議の最中、自分が呼ばれなかったことに腹を立ててピーチを攫いに来たクッパが乱入するも、マリオに返り討ちにされる。
返り討ちに遭ったクッパは、森の中にいた怪しい商人から奇妙な色をした「ラッキーキノコ」なるものを渡される。あまりの怪しさに初めは敬遠していたが、それを食べれば劇的にパワーアップできるという言葉を聞き、マリオに勝利したいという思いからクッパはそれを口にしてしまう。
会議の結果、「キノコ王国民では無い男から『メタコロキノコ』というキノコを貰い、それを食べた」ことしか患者の共通点が無く、スターの精の代表・イエロースターにも対処法が分からないため、マリオとルイージがその人物を懲らしめ、解決方法を探るための旅に出ることになった。しかし突然、様子がおかしいクッパが現れ、その場にいた人々を掃除機のように1人残らず吸い込んでしまった。クッパは皆を吸い込んだ後気絶し、ゲラコビッツの命令を受けたメタボスによってどこかへ連れて行かれてしまう。かくして、マリオとルイージはクッパの体内で行方知れずになったピーチ姫たちと合流して何とか脱出するために、クッパはゲラコビッツに奪われたクッパ城を奪還し、あわよくばピーチ姫とキノコ王国を奪うための冒険に出る。

## システム・基本操作

### フィールド・上下画面の連動
マリオ&ルイージがクッパの体内にいる場合は、DSの下画面にマリオとルイージ、上画面にクッパが映し出され、操作するキャラクターを切り替えることができる。Aボタンがマリオ、Bボタンがルイージ、XとYボタンがクッパの操作となり、状況に応じてマリオたちとクッパの操作を切り替えながらゲームを進めていく。マリオとルイージの操作方法はこれまでのシリーズとほぼ同様にAボタンとBボタンを使い分け、クッパは強力なパンチと炎で障害物を破壊して道を作りながら進む。
クッパの体内はいくつかのスペースで区画分けされており、体内マップで行きたい場所にマリオ&ルイージのカーソルを合わせて、A(B)ボタンを押すとそのスペースを探索できる。イベントが起こりクッパの体に変化が起こると、クッパの体内マップに反応が表示される。区画には「ガラクタスペース」などのいわゆるダンジョンのほか、「チャレンジホール」や、ショップなどがある「キノピオひろば」がある。クッパの体内は2Dの横移動（往年のマリオシリーズと同じ）である。中盤になるとクッパの体内から出ることができるようになり、クッパの体内と外の世界を行き来しながらゲームが進行していく。
また、マリオとルイージがクッパの体内で行ったことがクッパの行動に影響を与えることがある（例として、腰の神経を叩くことで気絶しているクッパを起こしたり、筋肉を刺激することでクッパの筋力を上げて激しい力仕事を可能にしたり、クッパが食べた食べ物をタッチペンで突いて消化を助けるなど）。反対に、クッパの行動がマリオとルイージがいる体内に影響を与えることもある（クッパが水を飲むとある区画が水没したり、マリオとルイージがクッパが吸い込んだ敵と戦うことになるなど）。

### バトル
フィールド上で敵に触れると画面が切り替わり、その敵たちとのバトル（戦闘）が始まる。敵に触れる際、ジャンプやハンマー、パンチなどで敵に攻撃すると、バトルのはじめに全ての敵に少しだけダメージを与えることができる。ただし、敵に背後から接触されるとそのキャラクターが転んだ状態でバトルが始まってしまう。
バトルでは、これまでのシリーズ同様、パラメータの「SPEED（すばやさ）」の大きい順で「コマンドブロック」を選び行動をおこなう。全ての敵を倒すと勝利となり、経験値やコインなどを入手でき、経験値が一定量貯まったキャラクターはレベルアップする。しかし、マリオとルイージのHPが共に「0」になるか、クッパのHPが「0」になるとゲームオーバーとなる。なお、今作ではアイテム「リトライクロック」を持っていると、ゲームオーバーになったときに使用することができ、使用するとそのバトルをHP・SPが満タンの状態で初めからやり直すことができる（バトル中に使用したほかのアイテムも、バトル開始時の状態に戻る）。ただし、リトライクロックは手に入る数に限りがあるため、何度でもリトライができるわけではない。
バトル中の操作もフィールドと同様に、マリオとルイージはAボタンとBボタンで、クッパはXボタンとYボタンを使用する。これまでのシリーズと同じく、攻撃する時や敵から攻撃される際にうまくボタン操作をすることで、与えるダメージを増やしたり敵の攻撃を回避・反撃したりすることができる。また、「スペシャルアタック」を使用し、敵に大きなダメージを与えることもできる。
マリオ&ルイージの「スペシャルアタック」は全てボタンのみで操作し、クッパの「スペシャルアタック」は、クッパをタッチペンで移動させて甲羅をはじいたり、カメックの列をなぞって線でつなげるなど、全てタッチペンを使って操作をする。スペシャルアタックの詳細は後述。
マリオとルイージは道中で入手するさまざまな「バッジ」を装備することが出来る。このバッジは二枚で一対となり、攻撃を成功させ、一定以上の評価（GOODやEXCELLENTなど）を出すと「バッジメーター」が溜まって行き、メーターが満タンになった状態でメーターをタッチすると、身に着けていたバッジの組み合わせにより、2人のHPが回復する・次の攻撃で与えられるダメージが増える、などといったさまざまな効果を得ることができる。マリオのバッジが効果の種類、ルイージのバッジはメーターがたまる条件を設定するものである。なお、ルイージのバッジの「メーターがたまる条件」の難易度が上がれば上がるほど、攻撃が成功したときのバッジメーターの上昇量が増えていき、さらに状態異常の回復などの追加効果が付く場合もある。

### 巨大化バトル
このゲームは基本的にDSは横持ちで操作するが、あるイベントでクッパが蘇生された反動で巨大化し、そのクッパが巨大な敵と戦う場面では、DSを縦に持ち替え、タッチペンとマイクで操作をする。このバトルでは基本的にパンチや火炎放射で攻撃を行ったり、巨大な敵から出てくる敵をタッチペンで角度を指定して炎を吐き攻撃の迎撃などをする。ほかにも、戦闘毎に異なった操作が用意されている。

### スターメニュー
スタートボタンを押すと「スターメニュー」というメニュー画面が開く。そこではマリオ＆ルイージやクッパの健康状態、持ち物を確認できるほか、キノコやシロップ、チキンなどを使って体力の回復や、装備品の変更などが可能。また、覚えている「スペシャルアタック」の詳細やお手本を見たり、実際に練習をすることもできる。

### スペシャルアタック
ゲームを進めていくと、バトル中に使用できる「スペシャルアタック」を習得することができる。マリオ＆ルイージはフィールドに隠されている「アタックパーツ」をひとつのアタックに付き10個ずつ集めると習得でき、クッパはどこかに捕らわれているクリボーやヘイホーなどの手下達を救出すると習得できる。ただし、中にはあるイベントをクリアしたり、ある条件を満たさないと習得できないスペシャルアタックも存在する。スペシャルアタックを使用するには、アタックごとに決められた値の「SP（スペシャルポイント）」が必要となる。基本的に威力の高いスペシャルアタックほど、必要な「SP」が多くなる。

#### マリオ＆ルイージのスペシャルアタック
マリオ＆ルイージの「スペシャルアタック」は、全てAボタンとBボタンで、アタックによっては十字ボタンも同時に使って操作する。前作同様、マリオとルイージで使える技に違いはない。3DS版では「ブラザーアタック」という名称になった。
ミドリこうら
前作『マリオ&ルイージRPG2』より引き続き登場。マリオとルイージが交互にこうらを蹴って敵1体にぶつけて攻撃する。ボタンの入力を成功させつづけると最大10回まで連続で敵にダメージを与えることができる。ただし、空中の敵には攻撃が当たらない。また、途中で敵が倒れると自動的にターゲットが切り替わる。性能は前作の「アカこうら」に近い。
3DS版では最大攻撃回数が6回となり、最後の6回目は後発作品と同様に相棒から使用者にパスしてから攻撃する。
ファイアフラワー
炎属性のスペシャルアタック。大きいファイアを持っているキャラクターに対応したボタンを連打することで、敵にファイアボールを連射することができる。うまく連射できると追加で同時に乱れ投げができる。炎耐性のある敵には効果がない。敵を「やけど」にする追加効果を持つ。ランダム対象のため敵の数が多いとダメージが分散して小さくなる。前作の「ブラザーフラワー」に近い性能のスペシャルアタック。このアタックの使用中は、マリオとルイージの服装の色が従来のファイアマリオ（ルイージ）のものに変化する。
次作『マリオ&ルイージRPG4 ドリームアドベンチャー』以降も登場。
はね〜るメット
ルイージがジャンプ台の付いたヘルメットをかぶり、マリオがその上に乗って大ジャンプし、そのまま敵を踏みつける。敵に攻撃するまでに何回かジャンプを繰り返す必要があり、ルイージは落ちてくるマリオを受け止めるように移動する。このとき、ジャンプ台の中央に乗るほど威力が増す。連続で成功すればかなりの大ダメージを与えられる一方、一度でも受け止めるのに失敗するとそこでアタックは終了となり、全くダメージを与えることができない。ある敵とのバトルではかなりの性能を発揮する。
くるりんボール
ルイージが乗ったボールをマリオが空高く突き上げ、急降下してボールごと敵を押しつぶす。敵にぶつかった後のボールを再びマリオが突き上げることにより、最大8回まで連続で攻撃できる。ただし、落下する際にルイージがボールの上側に来るように調整しなければルイージがボールから落ちて攻撃が終了してしまう。低確率で敵を「めまわし」にする追加効果を持つ。作中では「かなり強力な攻撃」と言われている。対象はランダム。
3DS版では攻撃回数が5回になり、4回目の攻撃後にボールがマリオの方に戻らず、真上にバウンドしてそのまま5回目の攻撃になる。
ぶんしんタルたいほう
マリオとルイージが分身して8つのタルに入る。どちらがどのタルに入ったかを記憶しておき、タルから発射される際に、そのキャラクターに対応するボタンを入力すると大砲の弾のごとく勢いよく発射され、いずれかの敵にランダムで攻撃できる。押すボタンを間違えるとそこで攻撃が終了してしまう。1度に最大8回攻撃できる。
ワンダーメテオ
降ってくる隕石を移動しながらハンマーで打ち返し、敵に当てて攻撃する。外さなければ最大5回連続で攻撃でき、最後に隕石が割れて中に入っているアイテムを入手できる。また、高確率で敵を「POWダウン」にする追加効果を持つ。攻撃対象はランダム。
スピンどかん
マリオ＆ルイージが土管の中に入って空中に浮かび上がり、ターゲットの敵を土管ごと踏み潰して攻撃する。マリオとルイージが入った土管が高速回転したあと敵に落下する際、土管の下側に入っているキャラクターのボタンをタイミングよく押すことで、最大8回まで連続して攻撃ができる。途中で敵が倒れると自動で次の敵にターゲットが切り替わる。回数を重ねると逆回転も混ざるので、どちらが土管に入っているのかを見極める動体視力が必要。また、低確率で敵を「めまわし」にする追加効果を持つ。
3DS版では攻撃回数が最大5回に変更され、逆回転がなくなった。
スイーツバスケット
バスケットから飛び出す食べ物をルイージが食べて、太って巨大化する。それをマリオが投げ上げ、投げられたルイージがボディプレスで地面をたたきつけ、衝撃波で敵全体を攻撃する。ダメージは分散せず、スイーツを食べた数が多いほど、また高く投げ上げるほど威力が増大する。ゲームの発売以前からよく公開されており、開発スタッフによると本作のテーマ『健康』を象徴する技とのこと。
3DS版では食べ物の落下速度にムラが生じるようになった。
あちこちウィンドウ
クッパ城の冷凍保管室の謎を解き、奥にいるとある敵キャラクターを倒すと入手できる。画面のあちらこちらに窓が現れ、そこからマリオかルイージのどちらか、または2人が同時に飛び出し、敵を踏みつけて攻撃する。踏みつけるときにキャラクターに対応したボタンを入力すると敵にダメージを与えることができる。ボタンの入力を失敗するとそこで攻撃が終了となってしまうが、失敗しない限りは攻撃を連続で続けることができる。また、低確率で敵を「めまわし」にする追加効果を持つ。
3DS版では攻撃回数が最大13回になり、最後の3回は上画面から同時に飛び出す。
こいこいスター
照準に変化したイエロースターの力を借りて小さなスターを上空を飛ぶ大きいスターに投げて何個もくっつけさせ、最後にそれらのスターがまとめて降ってきて敵1体にダメージを与える。くっつけたスターの数が多いほど威力が上がる。大きいスターは一定時間で赤色・緑色と交互に変色し、赤色ならマリオが、緑色ならルイージが小さいスターを投げる必要がある。また、高確率で敵を「DEFダウン」にする追加効果を持つ。

#### クッパのスペシャルアタック
クッパの「スペシャルアタック」は全てタッチペンのみで操作する。3DS版では「ボコスカアタック」という名称になった。
ボコスカクリボー
敵に突進するクリボーをタッチペンでタッチして、クッパの炎を当てて点火して上空に飛ばす。点火したクリボーは敵1体に落下してダメージを与える。点火しなかったクリボーはそのまま敵に突進してダメージを与えるが、点火した場合と比べてダメージ量は圧倒的に少ない。炎耐性のある敵には効果がない。
ボコスカノコノコ
タッチペンで殻にこもったクッパを動かし、ノコノコを弾いて地上の敵にダメージを与える。対象はランダム。ノコノコは一定時間ごとに1体ずつ補充される。
ボコスカヘイホー
タッチペンでクッパをなぞって転がし、パチンコの要領でクッパを飛ばして敵1体にダメージを与える。
ボコスカボムへい
タッチペンでボムへいを敵のいる位置（枠内の敵のいる位置と同じ座標）に移動させる。一定時間が経つとボムへいは敵にまっすぐ突っ込んでダメージを与える。ただし、位置がずれたボムへいはそのまま画面外に消えていく。
ボコスカカメック
タッチペンでカメックの杖をなぞり光らせ、クッパがそこに火の玉を投げ、魔法攻撃でランダムな敵1体にダメージを与える。炎耐性のある敵には効果がない。
DS版ではなぞったカメックの数だけ攻撃するが、3DS版では単発攻撃でなぞった数に応じてダメージが変動する。
ボコスカブロドッグ
ブリロックに「ブロキャット」を全て渡すと使えるようになるスペシャルアタック。タッチペンで汚れたブロドッグをこすって洗う。洗えば洗うほどブロドッグはごきげんになり、汚れの取れ具合に応じて敵1体に突進して攻撃してくれる。「EXELLENT」の評価を出すと、ブロキャットも登場してダメージを与える。
3DS版ではEXCELLENTになった時のブロドッグ（3回目まで）とブロキャット（4～18回目）の攻撃力に差異がなくなった。

## 登場キャラクター

### 主要人物
マリオ
声 - チャールズ・マーティネー
本作の主人公の1人。今回はキノコタウンで突如流行った「メタコロ病」の対策会議にルイージと一緒にピーチ城に呼ばれる。その途中クッパが乱入し、イエロースターの挑発で暴れだした彼をあっさりと撃破する。しかし、再びクッパが現れ、今度は体内に吸い込まれてしまう。これにより、クッパの体内での冒険、サポートをする羽目になる。
ルイージ
声 - チャールズ・マーティネー
本作の主人公の1人。今回はクッパがストーリーの中心ということもあり、今までのシリーズよりは悪運の強い酷な扱いやヘタレ描写は多くない。だが、冒頭では城に入るなりこけたり、会議中はずっと居眠りをしていて、クッパに吸い込まれた後にクッパの体内で敵に襲われ、助け出してくれたマリオに泣き付くなど、要点では従来どおりの扱いを受けている。後半ではモンスターの「ショクチュ」に取り込まれてマリオとはぐれるが、ショクチュにルイージが取り込まれた状態のときは他のショクチュと会話することができる。
なお、今までのシリーズから微妙にデザインが変更されて身長が2ドット分伸びており、ごく一部の通路ではマリオは通れてもルイージは頭がつっかえて通れない場所がある（ただし、ストーリー進行上問題は無い）。
クッパ
声 - ケネス W. ジェーム
本作の主人公の1人で『マリオ』シリーズで初の主人公になった。あまり深く考えずに自分の欲望の赴くままに動いた結果、色々なものに振り回される。奇病「メタコロ病」の対策会議に招集されなかったことを不服としてピーチ城に乗り込むが、星の精イエロースターに本来の力を封じられ、あっさり敗北する。ゲラコビッツに利用された挙げ句城を乗っ取られたことに腹を立てていたところ、変装したゲラコビッツに与えられた「バキュームキノコ」の効果により赴くままマリオ達を吸い込み、気を失った。自身はマリオ達を吸い込んだことは全く気付いていない。クッパの体内に閉じ込められたマリオ達と、そうとは知らないクッパが間接的に協力し合いながら道を切り開いて行く。この事から名実共にクッパがメインとなる作品である。
その後ブリロックから「バキュームブロック」をもらい、バトル中にバキュームのアクションができるようになる。冒頭では炎が吐けなくなったが、中盤には吐けるようになる。ストーリー上ではボスキャラクターとして、マリオ＆ルイージおよびクッパJr.とそれぞれ戦う場面がある。3DS版のクッパJr.RPGでは一部のイベントで登場し、父親らしい一面も見せ、エンディング後の追加クエストでは仲間にできる。
イエロースター / チッピー
「スターの精」の少女で、高飛車な性格。ピーチ姫の要請で、メタコロ病の原因究明会議にスターの精の代表としてやってきたが、マリオたちと一緒にクッパの体内に吸い込まれる。当初はクッパに対して快く思っておらず、会議に乱入したクッパを追い出したり、正体が知らないのを良いことに好き放題するが、話が進むにつれ、名コンビぶりを見せることもある。クッパの体内では「チッピー」と名乗り、クッパと連絡を取る。本作の案内およびナレーター役である。
ピーチ姫
声 - サマンサ・ケリー
今作ではキノコタウンで突如流行ったメタコロ病への対策会議を開き、マリオやルイージ、イエロースターなどを呼んだが、その途中でクッパが現れ、マリオ共々、体内に吸い込まれる。その後、「ダークスター」という闇の星を解放できる力を持つことが判明し、それを利用してキノコ王国征服を企むゲラコビッツにさらわれる。
ゲラコビッツ
天才的な頭脳を持つ科学者。一人称は「ワレ」で、語尾に「るるる」と付けて話す。笑い声は「ふるるるる！（I Have ○○!）」
本作でマリオブラザーズやクッパと戦う黒幕および最終ボスの1人。
これまでの『マリオ&ルイージRPG』シリーズにも登場したキャラクターで、シリーズ第1作目『マリオ&ルイージRPG』では黒幕ゲラゲモーナの側近として登場し、前作『マリオ&ルイージRPG2』ではピーチ城の地下で店を開きベビィマリオブラザーズにアイテムを売り、次なる計画の準備をして本作で遂に実行した。なお、ベビィマリオブラザーズはゲラコビッツが根が悪党だという事とゲラコビッツもベビィマリオブラザーズが過去の世界からやって来たマリオブラザーズの赤ちゃんの姿だと互いに最後まで気付かなかった為、ゲラコビッツはベビィマリオブラザーズに優しく対応してアイテムを売っていた。
セリフをしゃべる時の効果音は専用の物が使われている。
自分の企むある計画のため「メタコロ病」の原因となる「メタコロキノコ」を住人に売ってパニックを起こし、クッパに「バキュームキノコ」を与えマリオたちを吸い込ませて無力化させ、さらにその間にクッパ城を襲撃してクッパ軍団を洗脳した。後にダークスターを手に入れ、覚醒したダークスターから力を吸収し、「ダークゲラコビッツ」になるが、クッパの妨害により半分しか吸収できなかった。クッパとの戦いに敗れ虫の様な姿となり逃走中にダーククッパに吸収され、ダークスターに操られ「ダークスターコア」となるが、最終決戦ではダーククッパ戦でクッパに吸い込まれ、クッパの体内でダークスターコアの姿でマリオブラザーズと戦い敗北。クッパがダーククッパと化したダークスターを倒した時には既に虫の息の状態でマリオ達の前に現れ、今までの行いを反省した様子を見せたが、直後に体を膨らませ、クッパの体内でマリオ達を巻き込んで自爆したが、マリオ達を爆風で吹き飛ばすだけで終わってしまい、結果的にマリオ達をクッパの体内から全員出し助ける結果になり無駄死にで終わった。
全ての悪行を引き起こした本作の黒幕だったが、終盤で利用する筈の覚醒したダークスターの力を吸収し、「ダークゲラコビッツ」と化したが、クッパの妨害で半分しか力を吸収出来なかったり、さらにクッパに敗北後、ダークスターの力が弱体化してしまったのか黒い虫の姿と化した上にダーククッパと化したダークスターに吸い込まれ、逆に利用され、ダークスターが完全体となり、ゲラコビッツはダークスターに操られ「ダークスターコア」と化してしまい、終盤ではダークスターに完全に利用され、主犯と真の最終ボスの立場をダークスターに奪われる完全に間抜けな結果になってしまった。
普段は口癖が「るるる」だがこの時は「リュリュ」に変わる。
メタボス
ブタかイノシシのような姿をしたゲラコビッツの側近。クッパに匹敵する怪力と巨体を持つ本作のクッパのライバル的存在。台詞はカタカナで表示される。ストーリー終盤では、ゲラコビッツによってパワーアップし冷気を操る「ブリザードメタボス」となってクッパに戦いを挑むも敗れ、自分自身が氷漬けになってしまう。
クッパJr.
3DS版のみ登場するクッパの息子。本作ではメタコロ病にかかったクリボー達を救えば、父クッパに褒めてもらえるとメタコロ病を治すサプリ「ガリナールZ」を手にいれる為、クッパ7人衆を引き連れて旅に出るがクッパ以上に強情でわがままな性格が災いし、7人衆はバラバラになる。その後、お世話係のカメックに諭され、7人衆に横柄な態度を取ったことを謝り、クッパ軍団を守るために戦うことを誓う。
クッパ7人衆
3DS版のみ登場する、クッパに仕える7人のカメ族からなる軍団。前作の『マリオ&ルイージRPG1 DX』および『マリオ&ルイージRPG ペーパーマリオMIX』に引き続き登場しレミー以外の6人がクッパJr.のお供をすることになるが、わがままなクッパJr.に振り回され、特にロイは大きな不満を抱え反発するが、モートンはかえってクッパJr.を庇おうとしたり、彼の為にチキンを焼こうとするなど慕っている。イギーは途中で記憶喪失になりリューグーと暮らし、ウェンディはクッパJr.を気にかける描写がある。

### キノコ王国関係者
キノピオ
キノコタウンなどで暮らしている人々。キノコタウンの住民の大半がこの族である。ピーチ城（キノコ城）に仕えていた者たちはクッパに吸い込まれる。クッパ体内に吸い込まれた者たちは体内で「キノピオひろば」を開いており、マリオたちのサポートをしてくれる。
キノコタウンに住む者たちの一部は体が膨れる病気「メタコロ病」にかかり苦しんでいたが、後に3つのスターワクチンを集めてできた「ミラクルワクチン」の力で無事元に戻る（ただし1人だけ元々太っているためそのままの者がいる）。
キノじい
ピーチ姫の執事。彼もマリオたちと一緒にクッパに吸い込まれる。
キノックル
前作『マリオ&ルイージRPG2』より引き続き登場。ピーチ姫の御付きの一人である青キノピオの男性。クッパに吸い込まれる者の一人で、マリオと合流後はクッパの体内の探索を行ってくれる。
Dr.コキノ
キノコ王国の医者兼占い師。自分の言うことは何でも当たる、と言っているが、劇中では「かつてはそうだったが今は違う」というパターンが多い。
コッキーちゃん
Dr.コキノが飼っている喋れる鳥。途中からマリオらの旅に加わる。離れたところからマリオたちとコキノが会話できるように、コキノが使う水晶を首に下げている。3DS版でクッパに会議のことをうっかり話し、乱入させる原因を作ってしまう。
ブリロック
キノコ王国有数のブロックコレクター。英語とフランス語を混ぜた言葉で喋る陽気な人物で、彼自身も生きたブロックである。ブロドッグの餌代やコレクションのための資金集めとしてショップを経営している。オープニングでクッパと出会い、彼に助けを求めてお礼として以後協力してくれる。ただし、マリオに対しては、「ブロックを叩いてダメにしてしまう（価値をなくしてしまう）、コレクター精神に反する人物」として、取り合ってくれない。
ブロドッグ
ブリロックのペットである、生きたブロックの犬。かなりの猛犬で、ブリロックにはあまりなついていない。ブリロックのショップでクッパ用装備品の販売を担当している。ブロキャットを全て捕まえた後はクッパ軍団に加わり、スペシャルアタックで登場する。
ブロキャット
ブリロックがコレクション兼ショップのマスコットとして現在集めようとしている、生きたブロックの猫。探し出してブリロックの元に連れて行くとお礼がもらえる。ブリロックの元に連れて行ったブロキャットはそのままブリロックのショップに居つくが、スペシャルアタックのボコスカブロドッグでEXCELLENTを出した場合も登場し、追加ダメージを与える（そのとき1匹遅れて攻撃する）。

### キノコ王国の3賢者
イモーヌ
キノコ王国の3賢者の一人である女性のイモムシ。普段は寡黙で全く話さないが、怒ると話す。『ですぅ～』『ですねぇ～』と舌足らずな言葉使いが特徴。とても小さく、ストーリー序盤にクッパが食べた「ギガニンジン」にくっついていたことで一緒に体内に飲み込まれた。中盤に賢者としての本当の力を見せ、戦闘時にはその力を使って巨大化や相手を小さくすることができる。なお、戦闘後に見せる「本当の姿」は、チョウの体にイモムシ時の顔をした姿。本人曰く「勝利したら見る権利が与えられる」。
リューグー
キノコ王国の3賢者の一人であるノコノコの老人で、とぼけた態度をとることが多い。彼の「スターワクチン」はかつてクッパが強奪したため（彼が作ったジグソーパズルが解けず腹いせに暴れたとのこと）、現在はスターワクチンを持っておらず、他の2人とは違いストーリー中に会う必要はない。マリオたちで彼の家に行くと会うことができ、ジグソーパズルのミニゲームをプレイさせてくれる。3DS版では記憶喪失になったイギーを孫のチャーリーとして保護した。
チャクラン
キノコ王国の3賢者の一人。タコのような姿だが種族などは不明。関西弁で喋り、「まあ、シロートやからな」が口癖。1000年以上も同じ体勢を保ったまま宇宙の波動を吸収している。チャクラという宇宙と大地から流れてくる特別な波動を利用しワープさせたり、世界を見渡したりできる。
クッパをワープさせているのが彼で、本人の登場はストーリー後半だが、セリフのみでならゲーム序盤から登場している。なお、クッパに対して初交信時に「いつか会うと思う」と発言しているが、ゲーム中クッパと直接会うシーンは無い。
ある出来事がきっかけでマリオとルイージに体勢を崩されてしまい、やる気を無くすもののたまたま取った別のポーズが「大地の波動をごっつい感じる」ととても気に入り立ち直った。
エンディングの最後にも登場し、ゲームクリア時におけるマリオ・ルイージ・クッパのレベルやランクを評価する。

### クッパ軍団関係者
クッパ軍団
おなじみのクリボー、カメック、ノコノコらからなる軍団。クッパ城が襲われた際、洗脳されたり囚われたりして、クッパの思う通りの身動きが取れない状況になる。クッパに助けられるとクッパの「スペシャルアタック」で彼らが活躍する。
クリッキー、ヘイファー、パタボン
それぞれクッパ軍団の幹部であるクリボー、ヘイホー、パタパタ。ゲラコビッツの襲撃から逃れて3人で城から脱出した。開発スタッフの話によると実は彼らはゲラコビッツが居眠りをしている隙に慌てて脱走したという裏設定があり、そのためクリッキーは帽子に青い服（彼の寝巻きらしい）、パタボンは別のノコノコの靴を履いている、ヘイファーは背中に杖や大砲など統一性の無い道具を適当に入れたリュックを背負っているなど、焦って拵えた妙な装備をしている。最初のクッパ巨大化後行方が分からなくなり後半に再登場するが、途中でゲラコビッツ側に寝返りクッパを罠にはめるがエンディングでは3人ともゲラコビッツに心を許したことを反省し、クッパも遠まわしに部下に戻ることを認めた。3DS版のクッパJr.RPGでその後が描かれており、クッパJr.に遊び相手と気に入られた。また、マリオ＆ルイージで戦う場面は『マリオ&ルイージRPG4』夢世界ヒルーネビーチを、クッパ軍団のピンチを救ったレジェンドの一人であるクリボー隊長で戦う場面は『マリオ&ルイージRPG1DX』のクッパ軍団RPGでそれぞれ待ち受ける。
クリボー隊長
『マリオ&ルイージRPG1DX』の『クッパ軍団RPG』の主人公でクッパ軍団の危機を救ったレジェンドの一人でクリッキーの同期でもある元隊長。誰よりもクッパを敬愛しており、相変わらず抜けている。前回クッパの記憶喪失の原因を作った事で隊長をクビにされ、クッパJr.の遊び相手にされていた。他の仲間と共にクッパ城を守るためにレミーと留守番をし、彼らのピンチを救った。
ヘイホー隊長、テレサ隊長、ノコノコ隊長
クリボー隊長と共にクッパ軍団の危機を救ったレジェンドの3人。今回もクリボー隊長と行動している。ノコノコ隊長の寒いギャグも健在しており、役に立つ場面がある。

### クッパの体内にいる存在
ヘモグロびん
クッパの体内にいる小さな生物たちで、宿主のクッパと共生関係にある。様々なバリエーションがある。口癖では「〜びん。」や「〜的な。」など。
いくつかバリエーションがあり、特徴的なものとしては以下のようなものなどがある。
ニンテンドーDSの形をしたヘモグロびん
「チャレンジホール」にいる。各ゲームの説明などをしてくれる。
ヘモグロじん
ヘモグロびんが精神を高度に発達させて進化した存在で、悟りを開いたような常に冷静沈着な口調。クッパが生命の危機に陥った際にマリオたちを「アドレナリバー」に呼び、クッパの復活を行わせる。
ワルグロびん
サングラスをかけた、チョイ悪ぶったヘモグロびん。ヘモグロびんの中では唯一明確にクッパと交信する場面のある人物で、その際に「ワシワシ詐欺」なるギャグを見せている。中には「ちがいますか？」と繰り返し言うものもいる。また、分かれ道などでワルグロびんに出会い、出題された問題に全問正解した場合、どちらへいけばいいのか教えてくれる。
ネンマク姫
「ネンマク池」というクッパの体液溜まりに住む女性。金の斧の女神のような問いかけをしてくる。池に落ちたルイージを回収して、マリオたちにバッジを渡す。
二ロン
クッパの脳内で記憶の管理を行っている。コンピュータのような雰囲気を漂わせ、クッパの記憶情報をダウンロードしてそれを基に変身することもできる（作中ではマリオ、ルイージ、ピーチ姫の姿に変身した）。初対面のマリオたちを「クッパ最大の外敵（ウイルス）」と判断し、マリオとルイージの姿（クッパメモリー）に変身・分裂して排除を試みた。

### ゲラコビッツの関係者
チョロプー
クッパ軍団に所属するモグラたち。いずれクッパがピーチ姫をさらった際、逃走に使う予定の地下トンネルを建設していた。後にトンネルを完成されるが、ゲラコビッツ側に寝返り戦闘列車「ゲラエクスプレス」の乗務員となる。クッパを列車で押し潰すが、復活し巨大化したクッパの逆襲に遭い列車を破壊され、降って来たその残骸に潰された。
『3DX』では残骸に潰されずに全員脱出したが、ゲラエクスプレスは谷底に落とされて破壊された。
こうらブラザーズ
サングラスをかけた不良のパタパタ3人組。マリオたちを脅すも、それに応じたマリオの度胸を恐れて逆に怖気づき、最終的にはマリオたちに協力した。『3DX』の「クッパJr.RPG」ではクッパJr.に勝負も挑むも敗戦し、ラリーとレミーの居場所を教えた。エンディング後のクエストではその後、ゲラコビッツに寝返っていた事が判明する。
スーパーピーチロボ（ピーチ城）
ゲラコビッツがピーチ城を占拠・改造して作成した超巨大ロボットで、追い詰められた際に切り札として用いた。人工知能搭載の自動操縦であるようで、戦闘中は自立行動して言葉も発する。ブラックホール爆弾やバリア、巨大ミサイルなど強力な武装を持つ。
ダークスター
本作でクッパと戦う最終ボスの1体。「禁断の黒き星」とも呼ばれ、世界を脅かすほど強大な暗黒のパワーを持つスターであり、ゲラコビッツが世界征服のため復活させようとしていた。後にクッパのDNAを吸収、ダーククッパに変身する。
ダーククッパ
復活したダークスターがクッパの体内に入りこみ、そのDNAを吸収して変身したクッパのコピー体。クッパの戦闘能力にダークスターの暗黒パワーが加わっているため、その力は恐るべきものとなっている。当初はゲラコビッツにエネルギーを半分奪われていたため不完全な状態であったが、後にゲラコビッツごと残りのエネルギーを吸い込み、完全体になる。
SS（瞬殺）カンパニー
『3DX』の「クッパJr.RPG」に登場するスーリム、ムチオ、キュットの3人組で「クッパJr.RPG」の最終ボス。ゲラコビッツの助手としてメタボスと共に仕えているが忠誠心は無く、生物を狂暴化させるサプリ「ドンドクドンダZ」を用いてキノコ王国の支配を目論む。
仲の悪いメタボスと同じ種族で、なんでも屋を営んでいる。

### その他
ブリローズ
ブロックのような姿をした女性で、落ち着いた雰囲気を持っている。 「ブリローズのお店」というお店を経営しているが、激しいコリに悩まされており、店は休業状態にある。クッパがこのお店を訪れるとマッサージとしてスペシャルアタックの限界に挑戦することになり、その成績が一定のラインを超えるとアイテムやコインをくれる。かつてブリロックと付き合っていたらしく、マリオたちで訪れると彼女とブリロックについての関係などの話をしてくれる。
ハナチャン
ピーチ城の宮廷料理にも御用達という野菜農場を代々管理している大型ハナチャン。普段は穏やかな口調だが怒らせると怖い。ゲーム序盤で農場を荒らしたりワガママをいうクッパと騒動が起きて戦闘となる。ゲーム後半にマリオ&ルイージで少しだけ出会うシーンがある。
イビッキ
巨大ロボットになった塔、イビッキタワーの主。テレサの魅力に取り付かれた研究者で、彼自身も幽霊となってイビッキタワー内に現在も留まっている。

### モンスター
モンスターには「攻撃のクセ」というものが必ずあり、それをよく見ることで、マリオ側・ルイージ側のどちらに攻撃してくるか、あるいは攻撃が頭上へのフェイントであるかどうかなどが分かる。また、マリオたちのスペシャルアタックがそうであるように、モンスター側も1ターンに何度も攻撃してくることがある。

## 舞台

### キノコ王国
主にクッパの冒険の舞台となるが、ゲーム中盤からはマリオ&ルイージで探索することもできる。ただし、中にはクッパでしか進めない場所もある。
ピーチ城
ピーチ姫やキノピオたちが住んでいる城。オープニングにおいてクッパを2度にわたって簡単に侵入させてしまうあたり、今作でも警備はかなり手薄な様子。後にゲラコビッツの支配下となり、本作の最終ステージとなる。
ゲプーみさき
クッパが最初に訪れる岬。クッパの基本的なアクションやバトルの操作を覚えながら進む。『マリオ&ルイージRPG』に登場した「ヴィンテージ号」がある。
ムッシーバビーチ
虫歯のような形の岩があちらこちらに転がっている海岸。ウミガメのリューグーやチャクランが住んでいる。マリオ＆ルイージでしか行けない断崖のマップがあり、その崖上はキノコ王国の中で標高が最も高い場所となる。
エクボンの森
クッパ城の南に横たわる広大な森。道を塞いでいる木が多く、クッパの炎で燃やしながら通ることになる。入り口の看板によると、燃やした木は「ものすごい生命力でいつかもとどおりになる」とのこと。昔から続いているハナチャンの農場で有名。また、ブリロックが経営するお店もある。
ヅツーダレイク
「キノコタウン」の南に広がる広大な湖。大きな船の残骸や、「イビッキタワー」とよばれる塔がある。
オタプク草原
キノコ王国の中央部にある小さな草原。クッパ城につながる洞窟の入り口があるほか、「ヅツーダレイク」や「エクボンの森」にもつながっている。
クッパ城
クッパやその手下達が住むお城。マリオシリーズでは代々最終ステージとして登場してきたが、今作ではゲラコビッツの支配下となり、ゲラコビッツシアターとして改装されてしまう。クッパ編ストーリー前半ではここを目的地として進行していき、ストーリー後半では地下宝物庫に眠るとあるキーアイテムを探すために訪れる。地下エリアのとある場所に『特別保管庫』（DXでは特別冷凍庫）があり、マリオ＆ルイージで訪れることができる。
地下トンネル
「ゲプーみさき」の地下にある、チョロプーたちが建設を進めているトンネル。キノコタウンの地下からクッパ城に繋がる予定だった。
キノコタウン
キノピオたちが住んでいるピーチ城の城下町。ショッピングモールには高級ファッションショップやドクターコキノのクリニックなど様々な施設がある。

### クッパ体内
マリオ&ルイージが探索できるダンジョンや施設がある。
ガラクタスペース
クッパに吸い込まれたマリオが、最初に訪れるダンジョン。クッパが吸い込んだ様々なガラクタが転がっている。マリオ&ルイージの基本的なアクションを覚えながら探索をしていく。
ポンプスペース
クッパの喉に当たるエリア。クッパが水を飲むと水位が上昇し、地形が変わる。登場する敵も水に関係したものが多い。
メタボルスペース
クッパの内臓脂肪が蓄えられているエリア。地面の多くがぶよぶよした肉でできており、乗ると大きくジャンプできる。部屋同士の繋がりが複雑で、進みにくい。
エネルギースペース
神経や電気信号に関連した仕掛けが多いエリア。「テレサライト」を当てると実体化する足場や、ライトで中身が透けて見えるブロックなどがある。
エアースペース
クッパ体内の最後のダンジョン。クッパの肺に当たるエリアで、クッパが冷気を吸い込むとダンジョン内の温度が下がる。この性質を利用した謎解きや仕掛けが多い。
キノピオひろば
クッパに吸い込まれたキノピオたちが集まって暮らしているエリアで、アイテムや装備品を買ったり体力を回復したりできる、クッパ体内での冒険の拠点。
どかんひろば
クッパが吸い込んだ土管が溜め込まれているエリア。土管を通じてクッパの体内から脱出し、キノコ王国の各地にワープできる。行ける場所はゲームの進行に応じて増えていく。
チャレンジホール
本作におけるやりこみ要素であり、スペシャルアタックの限界に挑戦できる「コレステチューブ」や強化版のボスと再戦できる「バトルコロシアム」がある。

## 開発
『マリオ&ルイージRPG』や『マリオ&ルイージRPG2』の開発に携わったアルファドリームが本作の開発に参加した。
本作のディレクターとシナリオを務めた窪田博之はNintendo Online Magazine（以下：NOM）2009年3月号のインタビューの中で開発を始めたころは不安でいっぱいだったと振り返っている。その理由として窪田は、『RPG2』では『RPG』との差別化が図るという目的があったのに対し、本作では前作と同じハードでいかにして新しい遊びを提案するか苦労したことを挙げている。

### システム構築
前作『RPG2』では4ボタンを生かすために、XボタンとYボタンを技の強化に割り振った結果、操作体系が複雑になってしまったという反省から、本作の開発ではマリオの要であるアクションを重視すると形で原点回帰がはかられると同時に、前作以上に遊びやすいものにして間口を広げるという方針がとられ、特にユーザーインターフェースの改善に力が注がれた。本作の難易度調整には特に細心の注意が払われ、窪田は「いろいろな人にプレイしてもらったアンケートでわかった不満にすべて対応していったので、一番いいバランスになったのかなと思います。」と振り返っている。
腕試しとして強敵と戦うことが出来る「バトルコロシアム」はバトルデザイン担当の岩崎潤が自身のストレスを解消するために作った物であり、岩崎自身もストーリー上必ずしも攻略する必要の無いボスと戦う面白さを残したかったと振り返っている。

### ストーリー・セッティング
本作の開発に当たり、クッパが「マリオのライバル」としての立場を保ったままゲームに落とし込むかが任天堂とアルファドリームとの間で協議され、最初にクッパを戦車として扱うというアイデアが出た。最終的には、クッパのキャラクター性を生かすため、クッパがマリオたちを体内に吸い込んでしまうという物語に落ち着いた。窪田はこのアイデアについて「外でクッパに起こったことで体内の様子が変わったり、逆にマリオたちの行動がクッパに影響を与えたりという、中と外のやりとりがあることでゲームとしても面白くなるだろうと感じたんです。」と前述のインタビューの中で述べている。レベルデザインには細心の注意が払われ、あからさまに生々しい骨や血管などは描かれず、『マリオ&ルイージ』らしいポップな雰囲気に仕上げられた。また、攻撃方法が面白そうな敵キャラクターの案があっても、クッパの体内というテーマにそぐわない場合は却下された。任天堂のプロデューサーの大谷明は前述のインタビューの中で、クッパが仲間になって協力する展開を回避するのに苦労したと述べている。また、本作は「健康」をテーマとしつつも、キャラクターが病気で苦しんでいるというマイナスのイメージは出さないという方針がとられた。
本作におけるクッパはよい意味での二枚目半を意識して描かれ、過去作におけるルイージのようないじられキャラにならないよう細心の注意が払われた。また、本作ではクッパが会話する場面を大幅に増やしたことについて、窪田はインタビューの中で「人間味というと変ですけど、ただ単に怖いだけではなくて感情のあるキャラクターとして深みが出せたかなと思います。」と振り返っている。
クッパが巨大化するというアイデアは企画書の段階から存在していたが、この時点では具体的な方法までは考えられていなかった。当初、窪田は背景を縮小させて巨大化したように見せかける方法を提案したが、任天堂側からインパクトに欠けるという指摘が上がり、試行錯誤が繰り返された。最終的にはDSを縦に持つという形でクッパの巨大化が実現し、元々の大きさがわかるものを小さくした状態で表示するといった複数の方法で巨大化の表現を強調した。また、スケジュールの都合で人員が不足する中、巨大化クッパのグラフィックはアシスタントプロデューサー兼グラフィックデザインの佐野知美が担当した。クッパの攻撃方法はタッチペンを使うという前提条件があったことから、アイデアをたくさん出せたと岩崎はインタビューの中で振り返っている。
クッパ軍団にも焦点を当てたいと考えていた岩崎は、クッパのスペシャルアタックにクッパ軍団を取り入れたいと提案したことをきっかけに、シナリオにクッパ軍団を登場させることに成功した。
案内役のイエロースター(チッピー)は、前作のスーツケースよりもマリオの世界観に合うデザインを意識して作られた。

### BGM
クッパの体内と外側を切り替えるとBGMのアレンジが変わるという仕掛けが施された。

### 広報
2008年10月に開かれた記者発表会の場にて、本作の情報が公開され 、あらすじや各種システムに加え、タッチスクリーンが多用されることが明らかとなった。
E3 2009で、北米・ヨーロッパにてMario & Luigi: Bowser's Inside Storyというタイトルのもと、2009年秋に発売されることが明らかとなった。

## マリオ&ルイージRPG3 DX
『マリオ&ルイージRPG3 DX』は、任天堂より2018年12月27日に発売された、ニンテンドー3DS用アクションRPG。シリーズ第3作目『マリオ&ルイージRPG3!!!』のリメイク作で、新たな要素も追加されている。ニンテンドー3DS用ソフトでは最後のマリオシリーズのゲームタイトル。また、アルファドリームが開発した最後のタイトルでもある。
追加要素
- マリオ達の冒険の裏で起きていた新たなストーリーを描く「クッパJr.RPG」を追加。システムは前作の「クッパ軍団RPG」がベースとなっている。
- 『ペーパーマリオMIX』や『1 DX』でも実装されていたイージーモード、アシストモード、きんきゅうガード等を追加。
- バトルコロシアムで強化された巨大ボスと再戦可能になった。
- amiiboへの対応。